# Utvecklingsland
| Väldigt hög Hög | Medium Låg | Data saknas |

Olika grader av utveckling enligt Human Development Index per land (baserad på data från 2015 och 2016).

Ett utvecklingsland (U-land eller fattigt land) är vanligen definierat som ett land med låg BNP per capita. Motsatsen är industriland.
Ett "U-land" har även dåligt utbyggd industri och hög befolkningstillväxt.
Ordet U-land är en förkortning med två möjliga utläsningar: Den ursprungliga betydelsen var "underutvecklat land", men detta har senare ändrats till termen "utvecklingsland", för att understryka att det handlar om länder med utvecklingspotential.
Ibland används begreppen Nord och Syd som ett alternativ till industriland och utvecklingsland. Anledningen är att de fattigare länderna till största delen ligger i tropikerna eller på södra halvklotet, medan de flesta industriländer historiskt sett funnits i den norra tempererade zonen. Två stora undantag är Australien och Nya Zeeland som ligger på södra delen av halvklotet men som är två högt utvecklade industriländer. 
Kännetecken för "utvecklingsländer" är ett lågt BNP, överbefolkning, råvaruexport, en outvecklad industri och att en stor del av ekonomin baseras på jordbruk, jakt och fiske. 
Benämningen utvecklingsland har kritiserats då den placerar ett stort antal länder med helt olika förutsättningar i samma kategori. Detta kan tolkas som att länderna fungerar likadant, vilket dock inte alls är fallet. De flesta länderna ligger dessutom i mitten på de olika skalorna som har avgjort om länder är i eller u innan 2013 då systemet avskaffades.
Exempel på så kallade utvecklingsländer är Tanzania, Mali, Liberia, Bolivia och Nigeria.